# فرودگاه بین‌المللی ایسیق‌کول
فرودگاه بین‌المللی ایسیق‌کول (به انگلیسی: Issyk-Kul International Airport) یک فرودگاه همگانی است که یک باند فرود بتن دارد و طول باند آن ۲٬۰۰۰ متر است. این فرودگاه در کشور قرقیزستان قرار دارد و در ارتفاع ۱٬۶۵۳ متری از سطح دریا واقع شده است.